# Парафування
Парафува́ння — процес попереднього підписання ініціалами уповноважених осіб державного документа, у розробці якого вони брали участь.
Парафування договору (від франц. paraphe — розчерк, скорочений підпис) — попереднє підписання договору, міжнародного (або окремих його статей) ініціалами уповноважених осіб, що брали участь у його розробці. Парафування договору може мати місце в тих випадках, коли договір повністю погоджено між його учасниками, але він потребує ще схвалення з боку відповідних урядів, чи коли підписання остаточно оформленого тексту відкладається з якихось інших причин. Це не замінює підписання договору та не є обов'язковим етапом укладення міжнародної угоди.